# Santa Rita Tlahuapan
Santa Rita Tlahuapan är en kommunhuvudort i Mexiko.   Den ligger i kommunen Tlahuapan och delstaten Puebla, i den sydöstra delen av landet, 60 km öster om huvudstaden Mexico City. Santa Rita Tlahuapan ligger 2 599 meter över havet och antalet invånare är 7 639.
Terrängen runt Santa Rita Tlahuapan är huvudsakligen kuperad, men åt nordost är den platt. Terrängen runt Santa Rita Tlahuapan sluttar brant österut. Runt Santa Rita Tlahuapan är det ganska tätbefolkat, med 222 invånare per kvadratkilometer. Närmaste större samhälle är San Martin Texmelucan de Labastida, 15,4 km öster om Santa Rita Tlahuapan. Trakten runt Santa Rita Tlahuapan består till största delen av jordbruksmark.